# Плетт, Петер
Пе́тер Пле́тт (нем. Peter Plett; 29 декабря 1766, Клайн-Райде, Шлезвиг-Гольштейн — 29 марта 1823, Штакендорф, Шлезвиг-Гольштейн) — немецкий учитель и пионер вакцины против оспы из Шлезвиг-Гольштейна. Его работа по созданию вакцины против оспы, предпринятая в начале 1790-х годов до аналогичных исследований Эдварда Дженнера, была признана лишь много лет спустя.

## Биография
Плетт родился 29 декабря 1766 года в Клайн-Райде, в земле Шлезвиг-Гольштейн. В 1790 году Плетт нанялся частным репетитором в Шёнвайде, где он узнал от доярок о том, что коровья оспа предотвращает заражение людей оспой. В 1791 году он переехал в Майерхоф, в поместье Хассельбург в Гут-Виттенберге/Восточном Гольштейне, где сделал прививку коровьей оспы трём детям владельца поместья, которая защитила их от оспы. Только пять лет спустя Эдвард Дженнер открыл этот самый метод, который сделал его всемирно известным.
В 1790 году и снова в 1791/92 году Плетт сообщил о своём успехе медицинскому факультету Кильского университета, но они отдавали предпочтение более старому методу вариоляции, поэтому не приняли никаких мер. В 1802 году, после того как метод Дженнера достиг Германии, Плетт был опрошен врачом Фридрихом Адольфом фон Хайнце по поручению Кристофа Генриха Пфаффа с медицинского факультета Кильского университета. Его отчёт был опубликован Пфаффом, а также самим Хайнце и позже переслан в немецкую канцелярию правительства в Копенгаген.
С 1793 года Плетт посещал учительскую семинарию под руководством Генриха Мюллера в Киле. Он был поощрён своим главным пастором Иоганном Георгом Шмидтом, который считал его "одним из самых перспективных слушателей семинара Мюллера" и привлек его в качестве учителя в Лабё в 1796 году и в Штакендорф в 1808 году.
Франц Герман Хегевиш, ставший профессором Кильского университета в 1809 году, обнаружил сообщения Плетта о его успехах в вакцинации против коровьей оспы и невежестве университета. Он посоветовал редактору "Новых провинциальных отчётов Шлезвиг-Гольштейна" Георгу Петеру Петерсену опубликовать статью об открытиях Плетта. Петерсен взял интервью у Плетта в Шёнберге в 1814 году и опубликовал свой отчет о нём в следующем году, подтвердив тем самым отчет Хайнце от 1802 года.
В 1820 году Плетт был вынужден оставить преподавание из-за своего алкоголизма. Пастор Шмидт и его начальник, проректор Кай Вильгельм фон Алефельдт, договорились с жителями Штакендорфа о скромной пенсии и жилье для него. Три года спустя Плетт умер в возрасте 56 лет.

## Память
В 1956 году община Штакендорфа установила валун в честь Петера Плетта перед школой, где он раньше работал. В 2006 году надпись на нём была обновлена и дополнена информационной доской.